# Mursella
Mursella ókori római település volt Pannonia provincia északi részén, a mai Árpás területén.

## Fekvése

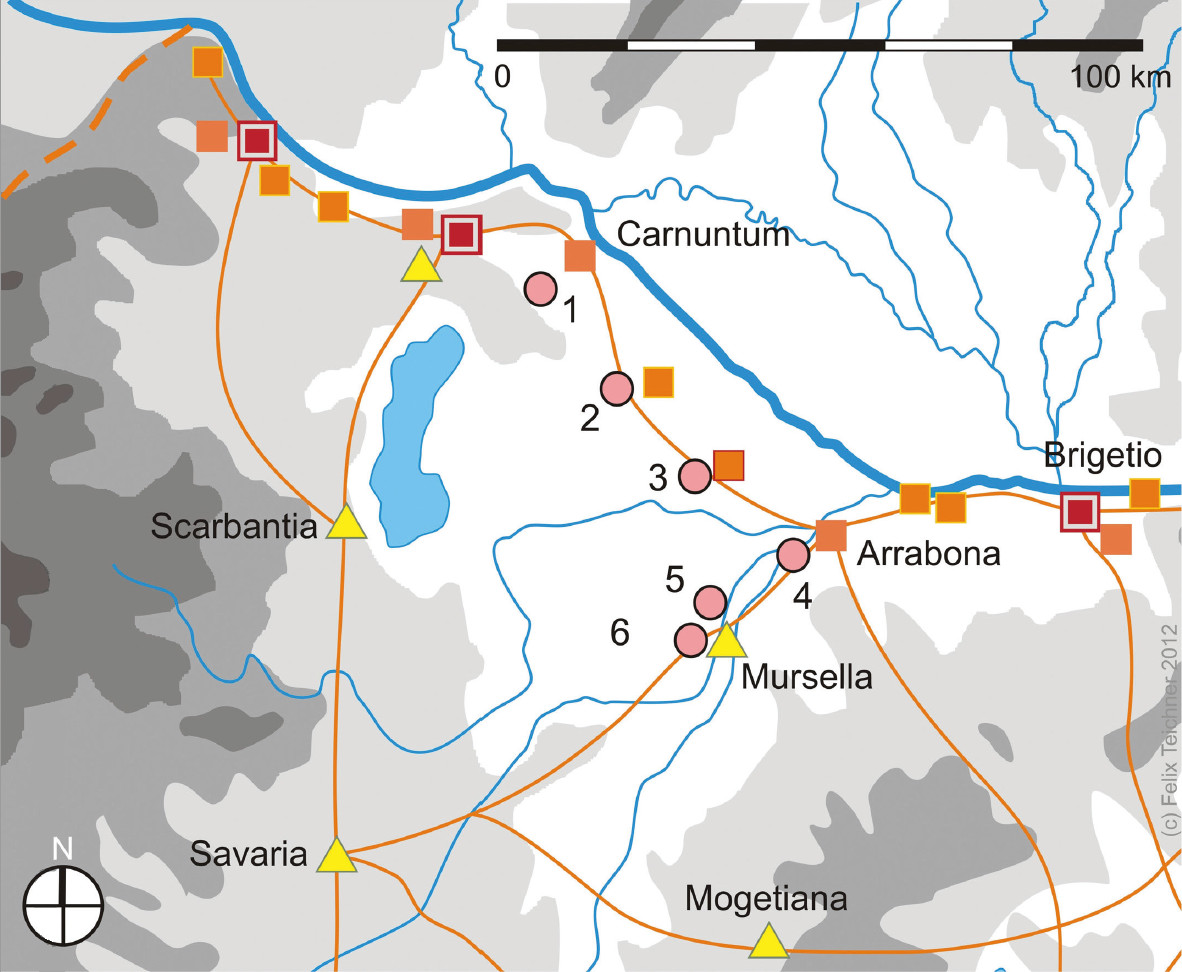
Mursella Pannonia északi részének térképén

Egy római útleírás a város a Savaria-Brigetio út mentén, Arrabonától 20 római mérföldre (29,6 km) helyezi el. Mursella romjai ma a Rába és a Marcal folyók közötti területen helyezkedett el. Mivel a vízrajzi viszonyok az ókorban teljesen máshogy alakulhattak, csak feltételezni tudjuk, hogy akkoriban itt volt a Marcal torkolata. Folyónévből képzett településnevet a rómaiak ugyanis a folyó torkolatában épült helységre szoktak használni. Az ókorban tehát a birodalmi útnak nem kellett mindkét folyót kereszteznie, hanem csak a Rábán, a Marcal torkolata alatt haladt át.

## Kutatása
A római település romjait már a 19. század közepén ismerték, feltárása mégis csak 1975-ben kezdődött el. Az 1870-es években Sárkány Miklós bakonybéli apát készített leírást az épületmaradványokról. A romokat Lovas Elemér az 1920-as években azonosította az írott forrásokban szereplő Mursellával. Eddigre a keleti temető számos lelete már kincsvadászokhoz került a helyi lakosság segítségével végzett "feltárások" következtében. Egy kősír domborműdíszes ládikaveretei például 1926-ban így kerültek a Nemzeti Múzeumba. A Nemzeti Múzeumból érkező Paulovics István 1927-ben háromnapos ásatást végzett a városban. A leletek főleg a késő római korból kerültek elő, így a későbbi kutatók Mursellát a 4. századi, belső-pannoniai erődített települések típusába sorolták.
1956-58 során Bíró Endre a korábban fosztogatott temetőben 149 késő római kori sírt tárt fel. A homokbányából 1960-ban előkerült 4 újabb késői római sír mellett 9 korai, az 1-2. századra keltezhető temetkezési hely is felszínre került. A győri múzeumban őrzött mursellai leletek újabb átvizsgálása során a kutatók szintén a város korábbi meglétére utaló nyomokat találtak (pl. pénzérmék). Az ezt követő terepbejárás során ismét főleg korai kerámiák kerültek elő. Ezek  a felfedezések már elégnek bizonyultak ahhoz, hogy 1975-től 14 éven keresztül rendszeres ásatásokat végezzenek a város területén. Szőnyi Eszter vezetésével 1989-ig kb. 3000 m2-es területet tártak fel, valamint két szondázó ásatás végeztek. A kutatásnak az vetett véget, hogy 1990-ben a korábban közös tulajdonú terület – régészeti védettsége dacára – magántulajdonba került.
Az ezt követő időszakban is számos lelet (fibulák, pénzérmék, egy beolvasztás miatt feldarabolt, embernagyságú bronzszobor töredékei) került elő, ezek azonban csak töredékét tehetik ki az amatőr kincsvadászok által a területről fémdetektorokkal lerabolt emlékanyagnak.   2002-ben Otto Brasch légifotók segítségével azonosította a várostól délkeletre fekvő katonai tábort. 2005-ben a jénai egyetem munkatársai végeztek pollenelemzéssel kapcsolatos kutatásokat a város környékén.

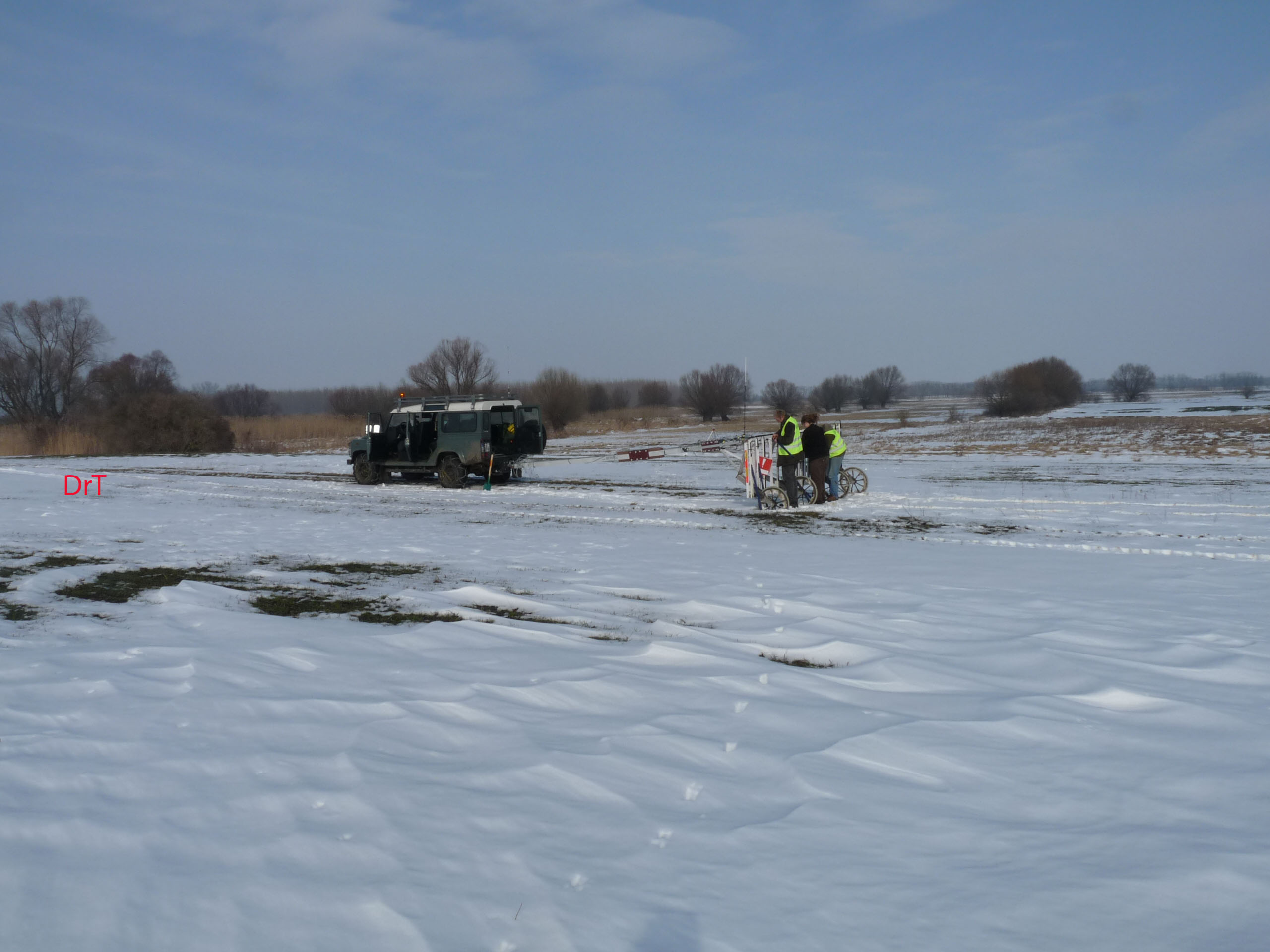
Geomágneses vizsgálatok Mursellában 2006-ban

2006-ban a győri Xántus jános Múzeum és a frankfurti Goethe Egyetem kutatói a város környezetének adottságait geomorfológiai, talajtani és a virágpolleneket elemző módszerek segítségével mérték fel. A katonai tábort és a város több pontját geomágneses módszerekkel, egy épületet pedig talajradarral is megvizsgáltak. A kutatások célja Mursella területének felmérése, szerkezetének megismerése volt.

## Története

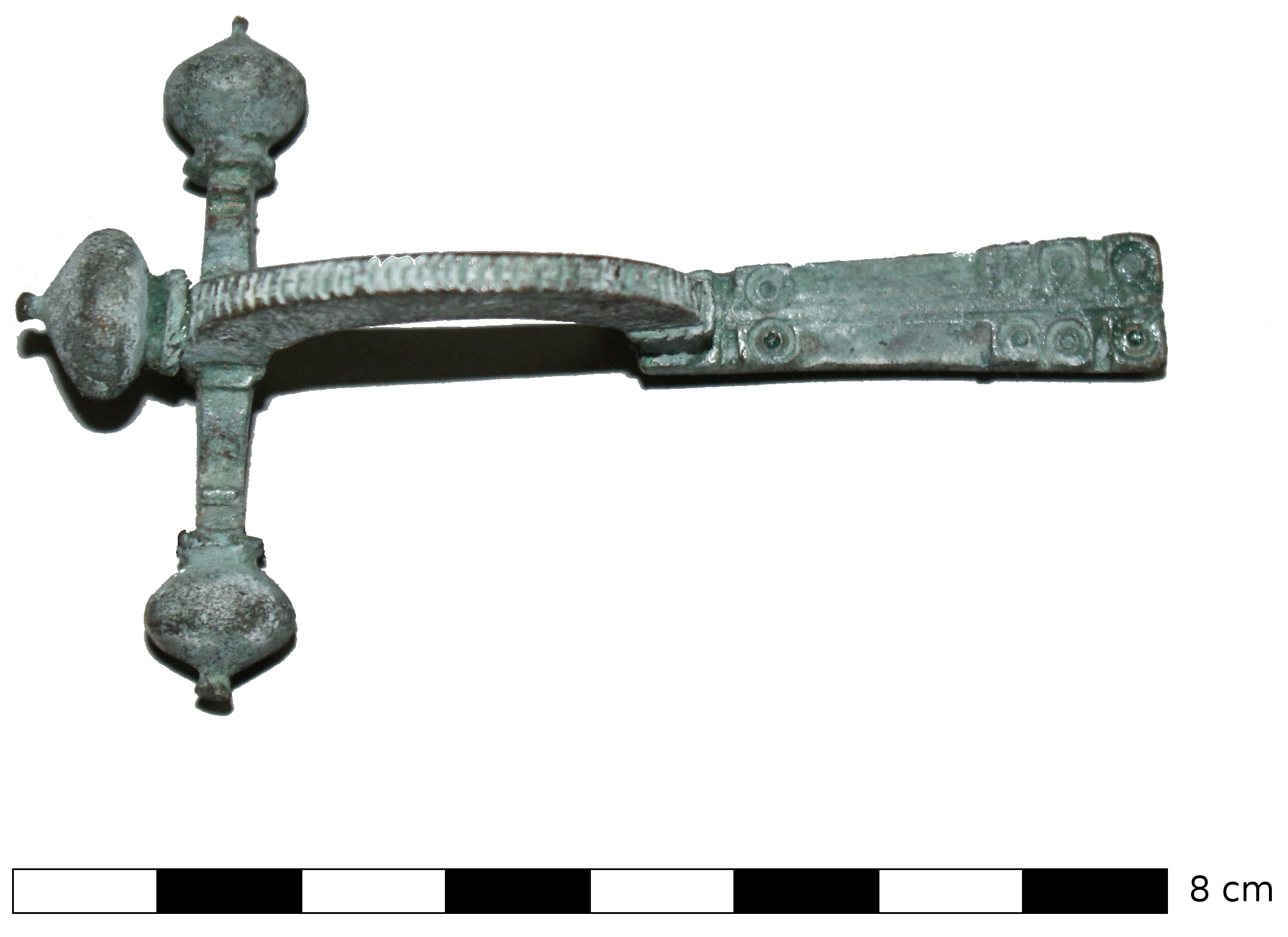
Musellában talált fibula

A várost az 1950-es évek óta egy késő római (4. század közepe) erődített telepnek tartották, ám mivel ezek jellemzői közül (négyzetes alaprajz, egységes városszerkezet, kerek bástyák) egy sem igazolható régészetileg, a város  1. századi megléte viszont igen, Szőnyi Eszter ezt a lehetőséget elveti.
Mursella városi (municipium) ragját két, elöljárójának sírfelirata alapján ismerjük. Alapítása az 1. század második felére tehető. Pannónioa 2. század eleji felosztása után Pannonia Superior provinciához tartozott. Városi rangját feltehetően a 2. század első felében, Hadrianus uralkodása alatt kapta. A diocletianusi közigazgatási reform után a 4. században a város Pannonia Prima provinciához tartozott.
Más pannóniai városokhoz hasonlóan a késő római korban Mursella területe is "összeszűkült", a korábban beépített helyeken temetőket nyitottak. Pusztulásának idejét nem ismerjük, a legkésőbbi előkerült pénzleletek Valens császár 367-375 közötti érméi. Egy 5. század első feléből származó hun sír a város pusztulása utáni használatára utal.
Régészeti kutatások csak a város kis, északnyugati területét érintették. Ezek alapján Mursella története négy építési periódusra osztható:
1. fakonstrukciós periódus (1. század első fele): erre az időszakra gerendavázas és faoszlopos épületek jellemzőek. Ezek alaprajzát a későbbi beépítések miatt csak ritkán lehet meghatározni.
2. fazekas periódus (1. század második fele): ebben az időszakban a település feltárt részén 12 kemence működött. Cölöpös épületek, agyaggödrök és 14 kút nyomai is előkerültek. A helyi fazekasmesterek a magasabb színvonalú itáliai árut saját eszközeikkel és kikísérletezett módszereikkel tudták utánozni. A cölöpös épületek valószínűleg megemelt deszkapadlóval voltak ellátva, így azok a frissen korongolt, kiégetésre váró edények szárítójaként működhettek.
3. kunyhó periódus (2. század eleje): ebből az időszakból alig került elő épületnyom, a kerámia- és pénzleletek is ritkák. Mivel Mursella ekkoriban kapott városi (municipium) rangot, ezt az elnéptelenedést nem könnyű megmagyarázni. Talán az lehetett a hátterében, hogy a település külső részeit elhagyták, kertként, szántóföldként hasznosították, míg a – máig feltáratlan – központi területeke sűrűbben beépítették.
4. kőház  periódus (2. század): feltételezhető, hogy a város központjában már a 2. század során is épületek kőépületek, a feltárt részen viszont ezek csak a 3. században jelentek meg. A megismert területen két kőépület maradványai kerültek napvilágra. A kettes számú ház építését pénzleletek alapján a 3. század második felére lehet tenni a 4. század első felében még biztosan használták. Ennél későbbi az I. számú épület, melyet kelet felé még egy apszisos helyiséggel is megtoldottak.

## Leírása
Mursella nagy kiterjedésű város volt: területe meghaladta az 1 km2-t. A város egyutcás település volt, ahol kőépületek csak a főút mentén voltak megtalálhatók. A házak mögött vízelvezető vagy telekhatárt jelző árkok illetve gazdasági épületek nyomai is megfigyelhetőek.
A Forum feltételezett helyén kutatást még nem folytattak, így központi területének beépítettségét, épületeit nem ismerjük. A geofizikai felmérés során arra utaló jeleket tapasztaltak, hogy itt az úttól távolabb is voltak kőépületek. Feltételezhetően, más városokhoz hasonlóan itt is állt szentélye a capitoliumi triásznak. A épületeknek egységes tájolása, vagyis egységes utcarendszer nem volt jellemző.
A Savariát Arrabonával összekötő főút Mursella miatt kissé eltért korábbi haladási irányától. Az út alapja homok, ezen kavicsréteg található. Szelessége 6 m. Az út mindkét oldalán kő vagy kő-tégla anyagú házak álltak, az úttól északra lévők mindössze 1,5, a déliek 5 m-re tőle.
A várostól délkeletre fekvő, 150 x 130 méteres alapterületű katonai tábor palánkfalú volt.